# AIKI
『AIKI』（あいき）は、2002年公開の日本映画。
障害をかかえ、車椅子に乗ったまま武術の修業をする青年の葛藤と成長を描く。
主人公（芦原太一）のモデルは、車椅子に乗ったまま大東流合気柔術を修業するデンマーク在住の実在の武術家、オーレ・キングストン・イェンセン。主人公の師匠（平石正嗣）のモデルは、オーレが所属する六方会の宗師岡本正剛。

## あらすじ
ボクシングに明け暮れる日々を送る芦原太一。その日の新人戦も劇的勝利を収めるが、その帰り道に不慮の事故に見舞われる。下半身麻痺と診断された太一は以後、車イスの生活を強いられ、将来に絶望感を募らせ皆にきつく当たるようになってしまう。やがて失意のまま一年が過ぎたある夜、チンピラに囲まれた女性を助けようとして返り討ちにされた太一はテキ屋の親分である櫂水や“イカサマのサマ子”と名乗る巫女と出会い、再び生きる希望を見出していく。そんな時、神社の境内で行われる古武術の奉納演武で合気柔術を見た太一は一気に魅了され、師範の平石に入門するのだった。

## キャスト
芦原太一（あしわら）
演 - 加藤晴彦
ボクシングで新人王を目指していた青年。バイク事故で脊髄損傷(脊椎12番目の骨折)により下半身付随となる。本来見栄っ張りで人に弱みを見せたくない性格なこともあり、歩けなくなったことで自暴自棄になり自ら周りとの距離を置いて自堕落な生活を送る。退院後、バイト生活をしながら合気柔術を習い始めるが、健常者と車椅子の自身では勝手が違うため中々技が身につかずに苦労している。サマ子から子犬を譲り受け、『フェイク(インチキの意味)』と名付けて飼い始める。
サマ子
演 - ともさかりえ
巫女さんのバイトをする女性。サマ子という名前は本名かは不明だが、本人曰く「サマ子のサマは、いかさまのサマ」。本人によると「実は本業は非合法カジノ専門のギャンブラーで、カプセルホテルで生活をしながら日本各地を周っている」とのこと。宮司によると「能天気に見えて案外不器用で寂しがり屋」と評されている。常識にとらわれずに「人生を楽しむこと」を第一に考えて自由な発想に基づいて行動している。神社近くのテキ屋に訪れた時に太一と出会い親しくなる。
平石正嗣
演 - 石橋凌
大東流合気柔術の師範。本職は会社員。師範だが個人の道場は持っておらず、町の公共施設を借りて弟子たちに教えている。作中では合気柔術は、空手や太極拳などに人気が押されているとの描写がある。真面目で穏やかな人柄でいたって控えめな性格、本人曰く「基本的に派手な所は苦手」。作中では「合気柔術は、向かってくる相手の力を素手で柔らかく制するもの」と語っている。

### 太一が関わる主な人たち
芦原民子
演 - 原千晶
太一の姉。両親はおらず、自身が働きながら入院した太一を看病するなど献身的に支える。しかし退院後、一人暮らしをする太一がヘルパーをクビにしたり、通院をドタキャンしたりと投げやりな態度に手を焼く。
チカ
演 - 木内晶子
太一の恋人。太一の事故当時、彼のバイクに二人乗りしており自身も右脚と肋骨を負傷する。入院した直後に太一の病室に訪れるが、「2度と来るな」と彼から別れを告げられて破局。
太一の友人
演 - 弓削智久、吉田智則
太一が入院した直後に見舞いに訪れるが、自暴自棄になった太一に「二度と見舞いに来るな」と言われたため距離を置くようになる。
権水松太郎
演 - 桑名正博
複数のテキ屋を仕切る男。サマ子とは顔見知り。太一が素行の悪い若者とトラブルになっていた所を偶然通りかかったことが縁で太一と親しくなる。少々言動は荒いが、下半身不随の太一のことを親身になって心配し、テキ屋の仕事に誘うなどその後も彼を手助けする。
『秘め事』のママ
演 - 余貴美子
権水が常連客として訪れる店の経営者。権水とは、気心の知れた相手で会話中にその都度ツッコんだりたしなめたり臨機応変に対応している。太一に近くにあるレンタルビデオ店のバイトを紹介する。
レンタルビデオ店長
演 - 神戸浩
太一の雇い主。『秘め事』のママからは「ちょっと変わっている人」と評されている。自身が勧める『心に染みる名作映画』のビデオにほとんど需要がなく、他のジャンルばかり借りられることを嘆いている。

### 病院関係者
常滑清（とこなめ）
演 - 火野正平
太一と同じ病室の患者。事故で胸椎の7番目を損傷して下半身不随になり、その影響が一部の内蔵や生殖機能にも及び太一よりも症状が重い。複数の病院を渡りながら長い間入院生活を続け、周りから『病院マニア』と呼ばれている。普段からふざけた言動をしているが、入院生活を送る太一を自分なりに励まし、自殺をしようとしていた太一を引き留めた。妻と3人の子供がいる。
医師
演 - 小木茂光
太一の主治医。事故で運ばれてきた太一に怪我の状況説明や手術を行う。手術中は自身の好きなヘヴィメタルの曲を流しながら執刀する。ちなみに後に太一が働くビデオ屋には、自身のヘヴィメタルのアルバム発売のパンフレットが置いてある。
女医
演 - 深浦加奈子
常滑の担当医。常滑の健康状態を見て退院が近いことを知らせる。常滑担当のお人好しな若い女性看護師と違い、彼を甘やかさず冷静に判断し対処する。

### 太一の事故の関係者
石川三郎
演 - 田口トモロヲ
太一の事故の加害者。元社長。事故当時、会社倒産により金がなく車の保険が切れた状態で車を運転し、事故を起こしてしまう。その後取り調べの途中でトイレに行き、個室で縊死する。
石川佳枝
三郎の妻。事故の被害者である太一の病室を訪れ、亡くなった三郎の代わりに謝罪する。その後、わずかながらも月々慰謝料として太一宛に現金書留を送る。中学生ぐらいの男の子を持つ。
取調官
演 - 冨家規政
事故の加害者である三郎を取り調べる。車の保険期間が切れていた三郎に太一への補償を払うのは大変だと告げる。なにかと石川を詰るなど陰険な言動をとっていたが軽い言い方ながらも下半身不随となった太一のことを「生き延びたけど、かえって、そっちのほうが大変かもな」とそれなりに立場を考え、石川にもとりあえずは食べ物を勧めるなど、それなりの思慮は持っていた。

### 表演会の関係者
川添
演 - 清水冠助
平石の弟子。他にも平石の弟子がいるが、彼が一番弟子なのか合気柔術での活動ではいつも平石に付き添っている。表演会では、太一や平石の相手役として参加する。また、失礼な態度を取る法月流の師範に苛立ちを覚える。
法月流拳法師範
演 - 菅田俊
法月(のりづき)流拳法の達人。弟子たちと共に演武会で技を披露する。実践で通用する技だけを使用し、「素手の武術としては最強である」と自身の流派の拳法を誇りに思っている。その反面、合気柔術を「実践で通用しない古武術で、神がかりの演出をしているだけ」として見下している。
某国の皇太子
表演会の主賓。武術の大ファンで、日本の武術を見るために通訳や数人の関係者と共にお忍びで来日し非公式で表演会を執り行う。川添によると大金持ちで、彼に武術を認められるとお抱えの武術マスターとして相当なお金がもらえると言われている。

### その他
セコンド
演 - 三上寛
ボクシングをやっていた頃の太一のセコンド。その後退院した太一と再会し、会話をする。
宮司
演 - ミッキー・カーチス
サマ子がバイトする神社の宮司(ぐうじ)。平石に依頼して神社の境内で合気柔術の技を一般客の前で披露してもらう。
患者
演 - 田中要次、森下能幸
常滑の患者仲間。常滑と病院内でトランプなどをして遊んでいる。
バーテン
演 - 永瀬正敏
車椅子生活を始めてから1年後の太一が訪れるバーのバーテン。店内で度を越して荒れ、実際に他の客に迷惑をかけた太一を追い出した。流石に太一を追い出したものの太一が迷惑をかけた客に代わって謝罪をするなど善良性はあり、太一に対しても「金は要らない」という好条件で追い出したなど気前はいい。
バーのアベック男
演 - 松岡俊介
恋人とバーで飲んでいた所、同じく来店して酔った状態の太一に絡まれる。太一にしつこく絡まれたことに辟易し、しまいには酒をぶっかけられたことで激怒したものの太一から「殴りたいなら殴らせてやる」と言われても「(身体障碍者の太一に)弱い者いじめをする気はない」といって暴力を振るわない高潔さを持つ。
ビデオ屋の客
演 - 佐野史郎
太一が働くレンタルビデオ屋に、シリーズもののビデオを借りに来店する。
郵便配達員
演 - 我修院達也
毎月届けられる佳枝からの現金書留などの郵便物を太一の自宅に配達する。
素行が悪い若者3人組
歩けなくなった太一と街なかで偶然出会いトラブルを起こす。3人共普段から素行が悪く喧嘩っ早い性格で、太一に目をつけてその後もケンカを仕掛けてくる。
区民館掃除婦
演 - 角替和枝
自身が掃除中に目の前で突然ケンカが始まってしまい勝った方を称えて拍手を送る。

## エピソード
- 太一が師匠の弟子に「なぜ道場に先生がいないんだ？」と質問した際、「うちの先生はサラリーマンですから」という回答が出る。
- クライマックスで某国の皇太子の前で行われた表演会では実際の武道団体（森重流砲術、戸山流、宝蔵院流高田派、柳生心眼流等）が登場する。
- 映画のエンドロールではオーレ・キングストン・イェンセン本人も車椅子のまま大東流の演武を披露している。
- 「ザグレブ共和国の皇太子」という人物が登場するが、共和国に皇太子はいない。

## キャッチ・コピー
- 世の中、平らな道なんてないんだぜ。

## 障害の描写
脊髄損傷と、それを負ったものの現実について極めて正確に描写された映画である。映画にありがちな誇張や誤りがほとんど無いことは特筆に価する。車椅子の操作訓練や、急停車時に前輪を上げる動作は実際に国立リハビリテーションセンターなどで教えられているものである。外出する太一が排尿用のレッグバッグを付けていたり、脊損者同士が「何番?」と聞きあう（脊髄をどこの位置で損傷したかで、障害のレベルを確かめ合う）など、やったものでなければ解らないような描写もある。さらに、脊髄損傷者の生活について排泄や性の問題といった、それまで語られることのなかったテーマにも踏み込んでいる。ともさかりえはベッドシーンでは脱ぐこともやぶさかではなかったというが、映画が年齢指定となるのを避けるために見送られた。